# Cryphia fuscirena
Cryphia fuscirena là một loài bướm đêm trong họ Noctuidae.